# Marquesado de Torre Pacheco

Escudo de Torre Pacheco en la provincia de Murcia.

El Marquesado de Torre Pacheco es un título nobiliario español creado el 23 de marzo de 1692 por el rey Carlos II a favor de Macías Fontes y Carrillo de Albornoz, Regidor perpetuo de la ciudad de Murcia, Juez del Santo Oficio. Era hijo de Baltasar Fontes de Albornoz, Regidor perpetuo de Murcia y de Isabel Carrillo de Albornoz y Manuel Marín.
Su denominación hace referencia al municipio de Torre-Pacheco en la provincia de Murcia.

## Marqueses de Torre Pacheco
|                                 | Titular                                 | Periodo                |
| Creación por Carlos II          | Creación por Carlos II                  | Creación por Carlos II |
| ------------------------------- | --------------------------------------- | ---------------------- |
| I                               | Macías Fontes y Carrillo de Albornoz    | 1692-1703              |
| Rehabilitación por Alfonso XIII |                                         |                        |
| II                              | Fernando Fontes y Melgarejo             | 1887-1921              |
| III                             | Fernando Fontes y Díaz de Mendoza       | 1922-1944              |
| IV                              | Fernando Fontes y Saavedra              | 1951-1973              |
| V                               | Fernando Carlos Fontes de Garnica       | 1974-1995              |
| VI                              | Fernando Luis Fontes y Blanco-Loizeller | 1996-actual titular    |

## Historia de los Marqueses de Torre Pacheco
- Macías Fontes y Carrillo de Albornoz (1648-1703), I marqués de Torre Pacheco.

1. Casó con Ana Ceferina Melgarejo y Galtero.
2. Casó con Josefa María Pérez de Merlos.

Rehabilitado en 1887 por:
- Fernando Fontes y Melgarejo (1853-1921), II marqués de Torre Pacheco. descendiente del primer marqués.

1. Casó con Concepción Díaz de Mendoza y Aguado, hija de Mariano Díaz de Mendoza y Uribe, marqués de San Mamés y de Fontanar, conde de Lalaing y de Balazote. Le sucedió, en 1922, su hijo:

- Fernando Fontes y Díaz de Mendoza (f. en 1944), III marqués de Torre Pacheco.

1. Casó con Joaquina Saavedra y Fontes, hija de Antonio de Saavedra y Rodríguez de Avilés, conde de Alcudia y de Gestalgar. Le sucedió, en 1951, su hijo:

- Fernando Fontes y Saavedra (f. en 1973), IV marqués de Torre Pacheco.

1. Casó con María del Milagro Garnica y Zapatero, fallecida en septiembre de 2005. Le sucedió, en 1974, su hijo:

- Fernando Carlos Fontes de Garnica (1945-1995), V marqués de Torre Pacheco.

1. Casó con María del Pilar Blanco-Loizeller y Jiménez. Le sucedió, en 1996,  su hijo:

- Fernando Luis Fontes y Blanco-Loizeller (n. en 1971), VI marqués de Torre Pacheco.

1. Casó con María del Mar Fernández y Sabugo.